# Blepharipodidae
Blepharipodidae es una familia de crustáceos decápodos del orden Decapoda, perteneciente a la superfamilia Hippoidea. Esta familia está estrechamente relacionada con los Albuneidae y Hippidae.

## Géneros
La familia Blepharipodidae incluye los siguientes géneros:
- Blepharipoda
- Lophomastix